# الهروش (الطيال)

تعديل مصدري - تعديل

الهروش هي إحدى قرى عزلة بني جبر بمديرية الطيال التابعة لمحافظة صنعاء، بلغ تعداد سكانها 172 نسمة حسب تعداد اليمن لعام 2004.